# (3966) Cherednichenko
(3966) Cherednichenko es un asteroide que forma parte del cinturón exterior de asteroides y fue descubierto por Nikolái Stepánovich Chernyj el 24 de septiembre de 1976 desde el Observatorio Astrofísico de Crimea, en Naúchni.

## Designación y nombre
Cherednichenko se designó inicialmente como 1976 SD3.
Más adelante, en 1992, fue nombrado en honor del astrónomo soviético Vladímir Cherednichenko.

## Características orbitales
Cherednichenko orbita a una distancia media del Sol de 3,232 ua, pudiendo acercarse hasta 3,16 ua y alejarse hasta 3,305 ua. Tiene una excentricidad de 0,02246 y una inclinación orbital de 3,527 grados. Emplea en completar una órbita alrededor del Sol 2122 días.

## Características físicas
La magnitud absoluta de Cherednichenko es 12,1.